# Serás Sempre Deus
"Serás Sempre Deus" é uma canção gravada pela banda cristã brasileira Trazendo a Arca, registrada no álbum Pra Tocar no Manto, lançado em junho de 2009. Foi escrita por Luiz Arcanjo e Deco Rodrigues, respectivos vocalista e baixista da banda. Foi interpretada por Arcanjo.
Sua melodia contém uma presença marcante de solos de guitarra e violão, tendo uma introdução pesada, que faz a canção possuir características do canto congregacional e do rock cristão. O refrão é repetido em várias partes da canção. Sua letra afirma que Deus é quem Ele é sempre, e apesar de todos os erros do ser humano nunca deixa de amá-lo e desampará-lo. Tempos depois, Luiz Arcanjo chegou a dizer que escreveu a música com base no Getsêmani.
"Serás Sempre Deus" foi um dos maiores sucessos do Trazendo a Arca e a canção de maior notoriedade do álbum. Foi regravada pelo grupo no DVD e CD ao vivo Live in Orlando, gravado e lançado em 2011, além de ter sido versionada em Español, de 2014. Em 2020, a faixa foi novamente regravada pelo Trazendo a Arca em parceria com o ex-vocalista Davi Sacer para o álbum O Encontro. Outra gravação feita pelo grupo foi lançada como single em 2023, em comemoração aos 20 anos de carreira do Trazendo a Arca. Em 2017, a banda Louvor Aliança também fez uma roupagem da música, com a participação de Arcanjo.

## Composição
Em diferentes ocasiões, Luiz Arcanjo contou como "Serás Sempre Deus" surgiu. Segundo o cantor, a letra da música foi desenvolvida com base em uma reflexão do músico acerca do contexto bíblico do Getsêmani. O texto religioso diz que, antes de partir para o Getsêmani, Jesus teria cantado "um hino". Arcanjo afirmou que ficou imaginando que canção poderia ser cantada antes dos momentos que levariam Jesus a crucificação. O baixista Deco Rodrigues assinou como co-autor, em uma parceria ocasional no repertório da banda, em que Rodrigues compõe melodias e Arcanjo escreve as letras.

## Regravações e legado
"Serás Sempre Deus" se tornou um dos maiores sucessos do Trazendo a Arca e a música de maior popularidade do álbum Pra Tocar no Manto (2009), sendo a primeira faixa de maior impacto de um álbum do grupo na voz de Luiz Arcanjo. Após a saída de Davi Sacer e o grupo ter se tornado um quinteto, uma regravação foi produzida para o projeto ao vivo Live in Orlando, gravado e lançado em 2011. Esta versão contou com um vocal de apoio composto por um coral com mais de 200 vozes. Em 2014, foi a única canção de Pra Tocar no Manto regravada no projeto Español, e recebeu o título de "Serás sempre Dios". Em 2020, a faixa foi novamente regravada pelo Trazendo a Arca em parceria com o ex-vocalista Davi Sacer para o álbum O Encontro, com vocais de Luiz Arcanjo. Além disso, "Serás Sempre Deus" também chegou a ser regravada pela banda Louvor Aliança em 2017, no álbum Onde Tudo Começou. O cantor Luiz Arcanjo foi convidado e apareceu como participação especial.
Em 2023, "Serás Sempre Deus" foi lançada pela primeira vez como single pelo Trazendo a Arca para o projeto comemorativo de 20 anos de carreira do grupo. Esta versão contou com produção musical de Kleyton Martins e também recebeu versão em videoclipe.
O baixista Deco Rodrigues já chegou a dizer que "Serás Sempre Deus" é a sua composição favorita, afirmando que "dado o momento que estávamos atravessando, essa música me abençoou demais!". Davi Sacer, anos depois, afirmou que "é uma canção muito forte para mim nesse sentido, de que ela fala mesmo quando ele diz sim ou quando ele diz não, ele sempre vai ser Deus".
A canção também obteve sucesso com a crítica. Roberto Azevedo, por meio do Super Gospel, chegou a dizer que a canção "é outra declaração de amor e reconhecimento da soberania de Deus". Outro texto publicado pelo portal afirmou que "só um letrista pouco convencional no cenário congregacional como Arcanjo conseguiria transformar um refrão com 'e ainda que a dor me diga que não' do pop rock 'Serás Sempre Deus' em clássico instantâneo".

## Ficha técnica
Créditos adaptados do encarte de Pra Tocar no Manto:
Banda
- Luiz Arcanjo – vocal, composição
- Davi Sacer – vocal de apoio
- Verônica Sacer – vocal de apoio
- Ronald Fonseca – piano, produção musical, arranjos
- Deco Rodrigues – baixo, composição
- André Mattos – bateria
- Isaac Ramos – guitarra e violão

### Músicos convidados
- Rafael Novarine – vocal de apoio
- Alice Avlis – vocal de apoio
- Rafael Brito – vocal de apoio

### Equipe técnica
- Jamba – mixagem e técnico de estúdio
- Áureo Marquezine – técnico de estúdio
- Tiago Marques – técnico de estúdio
- Samuel Júnior – técnico de estúdio
- Toney Fontes – masterização